# Malmgreniella lunulata
Malmgreniella lunulata är en ringmaskart som först beskrevs av Delle Chiaje 1830.  Malmgreniella lunulata ingår i släktet Malmgreniella och familjen Polynoidae. Arten är reproducerande i Sverige. Inga underarter finns listade i Catalogue of Life.